# Comunicador
Un comunicador es una persona  como organización que se dedica a transmitir eficientemente un mensaje a un público objetivo a través de un medio de comunicación; también es quien realiza un trabajo social para informar, expresar y convencer  en cualquier medio masivo de comunicación. Se le considera estratega, gestor, y mediador de procesos comunicativos.
Más allá de la definición políticamente correcta, un comunicador suele ser un difusor de "opinión pública", y alguien que ayuda a establecer la agenda. 
Según Martín Barbero un comunicador, en su oficio, debe mostrar realidades alternas a las personas:
"Debe obligar a que el mundo tome en consideración cuestiones de las que ha sido inconsciente y rechazar o evitar que esta inconsciencia del mundo haga de él algo distante e incomunicado para nosotros."

Además de que, menciona, "la comunicación nos proporciona la posibilidad de alcanzar al fin el tren de la definitiva modernización”.